# Graphe sommet-transitif
En théorie des graphes, un graphe non-orienté est sommet-transitif si pour tout couple de sommets, il existe un automorphisme de graphe qui envoie le premier sommet sur le deuxième. De manière informelle cette propriété indique que tous les sommets jouent exactement le même rôle à l'intérieur du graphe.

## Définitions
Un graphe est sommet-transitif si pour tout couple de sommets, il existe un automorphisme de graphe qui envoie le premier sommet sur le deuxième. 
En d'autres termes, un graphe est sommet-transitif si son groupe d'automorphismes agit transitivement sur l'ensemble de ses sommets.

## Propriétés
Un graphe sommet-transitif est régulier, mais la réciproque n'est pas nécessairement vraie.

## Exemples
Les graphes complets sont sommet-transitifs. Les graphes symétriques sans sommets isolés et les graphes de Cayley, sont sommet-transitifs. 